# Bukiet (topologia)
Bukietem dwóch przestrzeni topologicznych nazywamy przestrzeń topologiczną powstałą poprzez „sklejenie” tych przestrzeni w jednym punkcie. Mówiąc ściśle, jeśli {\displaystyle X,Y} są przestrzeniami topologicznymi z punktami wyróżnionymi {\displaystyle x_{0}\in X,y_{0}\in Y,} to przez ich bukiet rozumiemy przestrzeń ilorazową sumy rozłącznej {\displaystyle X\sqcup Y} tych przestrzeni poprzez najmniejszą relację równoważności utożsamiającą punkty {\displaystyle x_{0}} i {\displaystyle y_{0}{:}}
{\displaystyle X\vee Y=(X\amalg Y)\;/\;\{x_{0}\sim y_{0}\}.}
Ogólniej, jeśli {\displaystyle \{X_{i}\}_{i\in I}} jest rodziną przestrzeni topologicznych z punktami wyróżnionymi {\displaystyle \{p_{i}\},} to bukietem tej rodziny nazywamy przestrzeń
{\displaystyle \bigvee _{i}X_{i}:=\coprod _{i}X_{i}\;/\;\{p_{i}\sim p_{j}\mid i,j\in I\}.}
Rezultat powyższej konstrukcji zależy na ogół od wyboru punktów wyróżnionych {\displaystyle p_{i}\in X_{i}.}

## Przykłady
Bukiet dwóch okręgów jest homeomorficzny z przestrzenią w kształcie cyfry 8.
Rozważmy najmniejszą relację równoważności {\displaystyle \sim } utożsamiającą wszystkie punkty leżące na równiku sfery n-wymiarowej {\displaystyle \mathbb {S} ^{n}.} Przestrzeń ilorazowa {\displaystyle \mathbb {S} ^{n}\;/\sim } jest homeomorficzna z bukietem {\displaystyle \mathbb {S} ^{n}\vee \mathbb {S} ^{n}.}
Rozważmy dwie kopie {\displaystyle I,J} odcinka jednostkowego {\displaystyle [0,1].} Niech {\displaystyle i\in I,j\in J} będą punktami wyróżnionymi. Jeśli {\displaystyle i,j\in \{0,1\},} to bukiet {\displaystyle I\vee J} jest homeomorficzny z odcinkiem. Jeśli {\displaystyle i\in \{0,1\}} i {\displaystyle 0<j<1} (lub {\displaystyle 0<i<1} i {\displaystyle j\in \{0,1\}}), to bukiet {\displaystyle I\vee J} jest homeomorficzny z przestrzenią w kształcie litery T. Jeśli zaś {\displaystyle 0<i,j<1,} to {\displaystyle I\vee J} jest homeomorficzny z przestrzenią w kształcie litery X.

## Opis teoriokategoryjny
Z punktu widzenia teorii kategorii bukiet jest koproduktem w kategorii przestrzeni topologicznych z punktami wyróżnionymi. Bukiet interpretować można również jako koprodukt włóknisty (pushout) diagramu {\displaystyle X\leftarrow \{\bullet \}\to Y} w kategorii przestrzeni topologicznych ({\displaystyle \{\bullet \}} oznacza tu dowolną przestrzeń jednopunktową).

## Własności
Bukiet przestrzeni {\displaystyle X,Y} z punktami wyróżnionymi {\displaystyle x_{0},y_{0}} jest homeomorficzny z następującą podprzestrzenią produktu {\displaystyle X\times Y} tych przestrzeni:
{\displaystyle (X\times \{y_{0}\})\cup (\{x_{0}\}\times Y).}
Własność ta nie przenosi się na bukiety nieskończonych rodzin przestrzeni topologicznych.
Z twierdzenia Seiferta-van Kampena wynika, że jeśli przestrzenie {\displaystyle X,Y} są odpowiednio „dobre” (np. są CW kompleksami), to grupa podstawowa bukietu tych przestrzeni jest izomorficzna z produktem wolnym grup podstawowych przestrzeni {\displaystyle X} i {\displaystyle Y.}